# 河南省工商业联合会
河南省工商业联合会，简称河南省工商联，同时称河南省总商会，是中国共产党领导的、河南省工商界组成的统战性、经济性、民间性的人民团体和商会组织。